# 加澤拉峰
加澤拉峰（英語：Gazella Peak），是南極洲的山峰，位於南喬治亞群島的伯德島北岸，在1963年由英國南極名稱諮詢委員會命名，該山峰由英國海外領土管轄。